# Cantone di Maintenon
Il Cantone di Maintenon era una divisione amministrativa dell'arrondissement di Chartres.
A seguito della riforma approvata con decreto del 24 febbraio 2014, che ha avuto attuazione dopo le elezioni dipartimentali del 2015, è stato soppresso.

## Composizione
Comprendeva i comuni di:
- Bailleau-Armenonville
- Bleury - Saint-Symphorien
- Bouglainval
- Chartainvilliers
- Droue-sur-Drouette
- Écrosnes
- Épernon
- Gallardon
- Gas
- Hanches
- Houx
- Maintenon
- Mévoisins
- Pierres
- Saint-Martin-de-Nigelles
- Saint-Piat
- Soulaires
- Yermenonville
- Ymeray